# Taxithelium binsteadii
Taxithelium binsteadii är en bladmossart som beskrevs av Brotherus och Hugh Neville Dixon 1915. Taxithelium binsteadii ingår i släktet Taxithelium och familjen Sematophyllaceae. Inga underarter finns listade i Catalogue of Life.